# Доктор Кто
«Доктор Кто» (англ. Doctor Who) — британский научно-фантастический телесериал компании «Би-би-си» об инопланетном путешественнике во времени, известном как Доктор, придуманном канадским продюсером Сидни Ньюманом. Вместе со своими спутниками он путешествует во времени и пространстве как для спасения целых цивилизаций или отдельных людей, так и для собственного удовольствия.
«Доктор Кто» — самый продолжительный научно-фантастический сериал в мире. Сериал приобрёл статус культового и стал важной частью массовой культуры Великобритании и многих других стран. Элементы сериала известны и узнаваемы не только его фанатами, которые есть во многих странах мира, их называют «whovians» (производное от оригинального названия сериала «Doctor Who»). Он получил признание публики и критиков за образность историй, творческие низкобюджетные спецэффекты, новаторское использование электронной музыки (созданной BBC Radiophonic Workshop) и т. д., что отмечено множеством премий. Несколько поколений британских телевизионных сценаристов были его давними зрителями.
Оригинальный сериал шёл с 1963 по 1989 год. В 1996 году вышел телевизионный фильм «Доктор Кто», который должен был стать пилотной серией сериала-продолжения, но плохие рейтинги ленты в Америке сорвали этот план. Сериал был успешно возобновлён в 2005 году, при этом нумерация сезонов началась заново. Кроме того, существуют сериалы-ответвления.
Сериал был внесён в Книгу рекордов Гиннесса как самый продолжительный и успешный научно-фантастический сериал.

## История сериала
«Доктор Кто» впервые появился на телеканале «Би-би-си» 23 ноября 1963 года. Изначально сериал был направлен на семейную аудиторию. Подразделение сериалов отдела драмы «Би-би-си» создало 26 сезонов, которые транслировались по каналу BBC One. Однако уменьшение числа зрителей, снижение интереса к сериалу, а также неудобное время трансляции привело к остановке съёмок сериала в 1989 году. Фактически, пусть и неформально, сериал был закрыт решением не снимать уже запланированный 27-й сезон для трансляции в 1990 году, тем не менее Би-би-си регулярно подтверждала, что сериал будет возвращён на экраны.
Несмотря на прекращение съёмок, Би-би-си надеялась найти независимую компанию, которая изъявила бы желание вновь запустить шоу. Филип Сигал, экспатриированный британец, работавший в телевизионном подразделении Columbia Pictures в США, связался с Би-би-си о возможности такого договора уже в июле 1989 года, когда 26-й сезон ещё только снимался. Эти переговоры в итоге привели к созданию телевизионного фильма «Доктор Кто», который был показан компанией Fox в 1996 году и был создан совместно компаниями Fox, Universal Pictures, BBC и BBC Worldwide. Хотя фильм был очень успешен в Великобритании (фильм посмотрело 9,1 миллиона человек), он не был столь успешен в США и не привёл к созданию сериала.
Лицензированные медийные продукты, такие как романы и радиопостановки, создавали новые истории во вселенной Доктора Кто, однако ситуация с телевизионным сериалом оставалась неопределённой вплоть до 2003 года. В сентябре этого года BBC Television объявила о начале съёмок новых сезонов своими силами после многолетних попыток BBC Worldwide найти поддержку для производства полнометражного фильма. Исполнительным продюсером новой инкарнации сериала стали писатель Расселл Ти Дейвис и глава отдела драмы в BBC Cymru Wales (отделение Би-би-си в Уэльсе) Джули Гарднер. Новая версия сериала была продана во многие страны мира.
«Доктор Кто» наконец вернулся на экраны с эпизодом «Роза» на канале BBC One 26 марта 2005 года. С того времени было показано десять сезонов в 2005—2008 и 2010—2017 годах, а также специальные рождественские выпуски каждый год, начиная с 2005 года. В 2009 году полный сезон не был снят, хотя вышло четыре специальные серии с Дэвидом Теннантом в главной роли. В 2010 году Стивен Моффат заменил Расселла Ти Дейвиса в качестве ведущего сценариста и исполнительного продюсера сериала. В январе 2016 года он объявил, что уходит с поста шоураннера после выхода 10 сезона и в 2018 году его место займёт Крис Чибнелл. В 2016 году был показан рождественский спецвыпуск. 10 сезон вышел в 2017 году, а первая серия 11 сезона вышла 7 октября 2018 года. Осенью 2021 года BBC объявила о том, что Рассел Ти Дэвис вернётся на пост шоураннера «Доктора Кто», а Крис Чибнелл вместе с Джоди Уиттакер покинут сериал после завершения 13 сезона и трёх спецэпизодов. Производством занялись BBC Studios совместно с Bad Wolf.
Новая версия сериала «Доктор Кто» является прямым продолжением сезонов 1963—1989 годов, так же как и фильм 1996 года. Это отличает сериал от возвращения других известных сериалов, которые обычно представляют собой побочные линии старого сериала или съёмку сериала заново, как, например, «Звёздный крейсер „Галактика“», или происходят во вселенной оригинала, но в другое время и имеют других персонажей, как, например, «Звёздный путь: Следующее поколение» и спин-оффы.
Первый сезон возрождённого сериала имел значительные для Великобритании рейтинги, и хотя к окончанию третьего сезона они несколько уменьшились и продолжения могло бы и не быть, но руководство Би-би-си решило рискнуть и продолжить.
В 2013 году сериал широко отметил свой пятидесятилетний юбилей.
В 2024 году официальная нумерация сезонов «Доктора Кто» обновилась, и официально новый сезон стал «первым».

## Персонажи

### Доктор

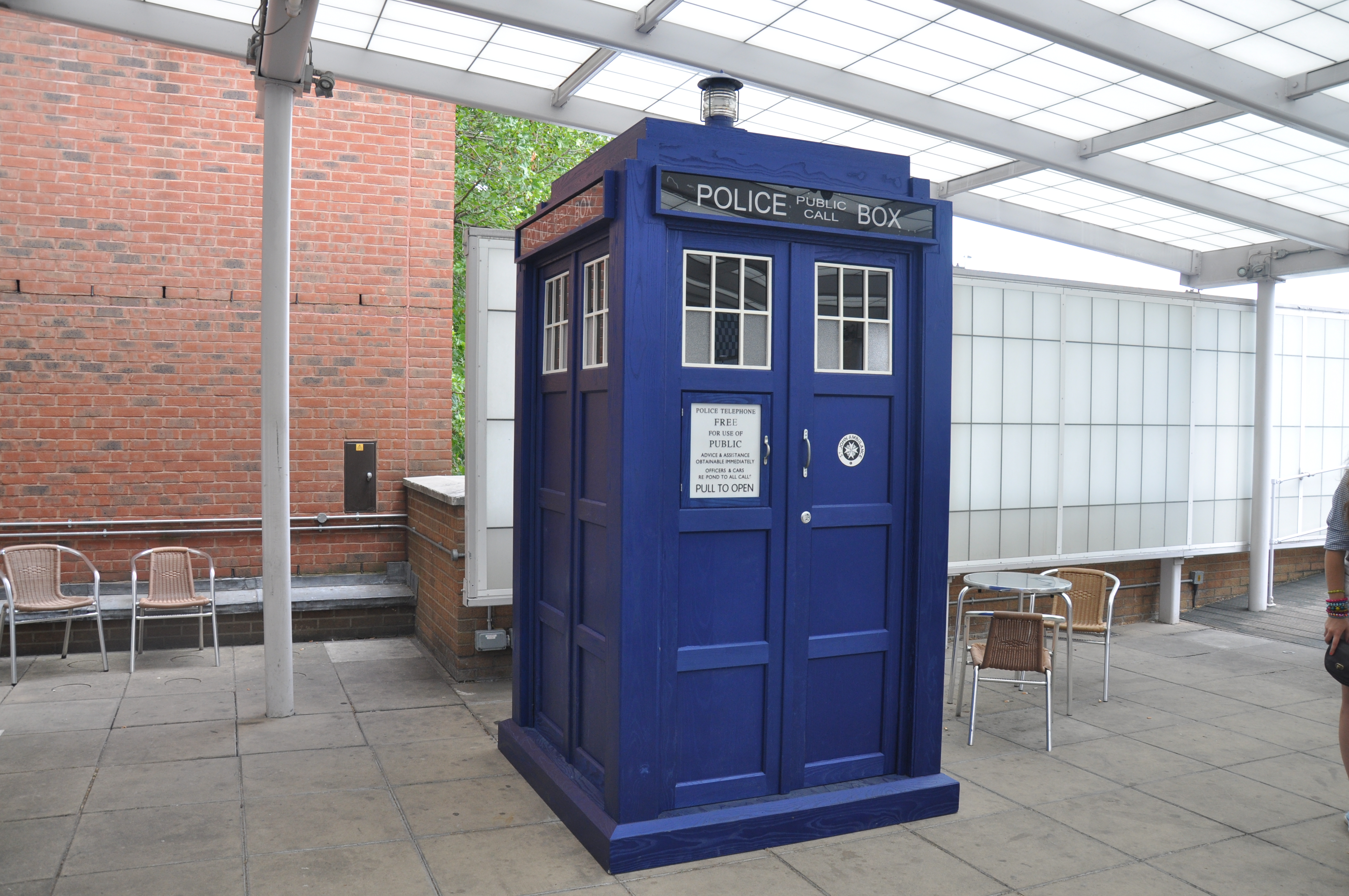
Модель машины времени ТАРДИС, использовавшаяся в 2010—2017 годах.

Доктор — эксцентричный инопланетный путешественник великого ума, внешне выглядящий, как человек, но имеющий два сердца. Он сражается с несправедливостью, путешествуя во времени и пространстве на своей старой машине времени под названием ТАРДИС, часто в сопровождении спутников-землян. ТАРДИС выглядит, как британская полицейская будка 1960-х, но внутри она гораздо больше, чем снаружи. Обычно ТАРДИС использует маскировку и адаптируется к местности, но во время путешествия в 1960-е функция маскировки сломалась, и она навсегда осталась такой. Её название является аббревиатурой от «Time And Relative Dimension(s) In Space» (сокращённо — TARDIS). Доктор принадлежит к расе Повелителей Времени с планеты Галлифрей.
В течение сериала Доктор несколько раз «регенерировал», при этом его внешность и манера поведения менялись — это позволяло продюсерам сериала заменять исполнителя главной роли, при этом подчёркивая, что персонаж, несмотря на смену лица, остаётся тем же самым, тождественным всем предыдущим воплощениям Доктора.
| Доктор               | Основной актёр     | Сезонов | Эпизодов         | Годы      | Фото |
| -------------------- | ------------------ | ------- | ---------------- | --------- | ---- |
| Первый Доктор        | Уильям Хартнелл    | 4       | 134 (29 историй) | 1963—1966 |      |
| Второй Доктор        | Патрик Траутон     | 3       | 119 (21 история) | 1966—1969 |      |
| Третий Доктор        | Джон Пертви        | 5       | 128 (24 истории) | 1970—1974 |      |
| Четвёртый Доктор     | Том Бейкер         | 7       | 172 (41 история) | 1974—1981 |      |
| Пятый Доктор         | Питер Дэвисон      | 3       | 69 (20 историй)  | 1981—1984 |      |
| Шестой Доктор        | Колин Бейкер       | 2       | 31 (8 историй)   | 1984—1986 |      |
| Седьмой Доктор       | Сильвестр Маккой   | 3       | 42 (12 историй)  | 1987—1989 |      |
| Восьмой Доктор       | Пол Макганн        | —       | 1                | 1996      |      |
| Девятый Доктор       | Кристофер Экклстон | 1       | 13 (10 историй)  | 2005      |      |
| Десятый Доктор       | Дэвид Теннант      | 3       | 47 (36 историй)  | 2005—2010 |      |
| Одиннадцатый Доктор  | Мэтт Смит          | 3       | 44 (39 историй)  | 2010—2013 |      |
| Двенадцатый Доктор   | Питер Капальди     | 3       | 40 (35 историй)  | 2014—2017 |      |
| Тринадцатый Доктор   | Джоди Уиттакер     | 3       | 31 (24 истории)  | 2018—2022 |      |
| Четырнадцатый Доктор | Дэвид Теннант      | —       | 3 (3 истории)    | 2023      |      |
| Пятнадцатый Доктор   | Шути Гатва         | 2       | 18 (16 историй)  | 2023—2025 |      |

Помимо вышеперечисленных актёров, есть и другие, сыгравшие роль Доктора. Так, в 2013 году Джон Хёрт сыграл неизвестную ранее инкарнацию, Военного Доктора. Хронологически он был вставлен между инкарнациями Макганна и Экклстона (между Восьмым и Девятым Доктором), но так, чтобы не нарушать сложившуюся нумерацию Докторов. Другим таким примером может служить актёр Майкл Джейстон, сыгравший Валеярда в сезоне 1986 года под названием «Суд над Повелителем времени». Он предстал в виде воплощения тёмных черт Доктора между его двенадцатой и последней инкарнациями.
Тема путешествий во времени позволяла сценаристам сталкивать разные воплощения Доктора друг с другом. Так, Первый и Второй Доктора появились в серии с Третьим «Три Доктора» в 1973 году. Первый, Второй, Третий и Четвёртый появились в серии Пятого «Пять Докторов» в 1983 году. Второй Доктор появился с Шестым в серии «Два Доктора» в 1985 году. Пятый появился с Десятым в мини-эпизоде «Раскол во времени» в 2007 году. Восьмой появился в мини-эпизоде «Ночь Доктора» 2013 года. Десятый появился с Одиннадцатым в серии «День Доктора» 2013 года, где также ненадолго появились все предыдущие Доктора, а также Двенадцатый.
На протяжении существования сериала не раз возникали споры о Докторе. К примеру, в эпизоде «Мозг Морбиуса» намекалось, что Первый Доктор вовсе не был первым воплощением Доктора; в период Седьмого Доктора звучали намёки на то, что Доктор — больше, чем просто повелитель времени. К сериям 2005 года Девятый Доктор становится последним известным выжившим повелителем времени, хотя и этот факт позже оказывается опровергнутым в конце сезона 2007 года. В 12-м сезоне возрождённого сериала выяснилось, что Доктор имеет гораздо большее число воплощений, чем считалось ранее, а воплощение Уильяма Хартнелла действительно не является самым первым его воплощением.

### Спутники
Доктор почти всегда делит свои путешествия с компаньонами, которых обычно не более трёх. С 1963 года в этой роли побывали более 35 актёров. Первоначальными спутниками Первого Доктора были его внучка Сьюзен Форман (Кэрол Энн Форд) и школьные учителя Барбара Райт (Жаклин Хилл) и Иэн Честертон (Уильям Рассел). Единственная серия классического сериала, в которой Доктор путешествует один — «Беспощадный убийца».
Образы спутников являются некими персонами, с которыми зрители могут себя идентифицировать, а также служат для развития сюжета, прося у Доктора описания мест, где они находятся, а также невольно создавая опасности, требующие от Доктора решения проблемы. Доктор регулярно встречает новых спутников и теряет предыдущих, иногда они возвращаются домой, иногда они находят новые интересные места, или даже любовь, в мирах, которые они посещают. Некоторые спутники даже погибали по ходу сериала.
Несмотря на то, что в основном спутниками Доктора были молодые привлекательные девушки, съёмочная команда сериала в 1963—1989 годах поддерживала табу на открытые романтические отношения в ТАРДИС. Это табу было противоречиво нарушено в телевизионном фильме 1996 года, где Восьмой Доктор был показан целующимся с Грейс Холлоуэй. В возрождённом сериале тема любовных отношений также присутствует, особенно это касалось первой спутницы Девятого Доктора Розы Тайлер, однако почти со всеми постоянными спутницами у Доктора был поцелуй, хотя обычно подоплёка у подобных действий и не была открыто связана с любовными отношениями, но скорее с событиями отдельных серий.
Бывшие спутники также иногда вновь появлялись в сериале. Одна из бывших спутниц, Сара Джейн Смит (сыгранная Элизабет Слейден), вместе с собакой-роботом K-9 появились в эпизоде «Школьное воссоединение» в сезоне 2006 года примерно через 13 лет после последнего появления в юбилейной серии в честь 30-летия сериала «Измерения во времени» (1993) и через 33 года после своего первого появления в серии «Воин времени», первый эпизод которой вышел в 1973 году. Слейден также стала главным героем отдельного независимого фильма спин-оффа «Вынужденное бездействие» в 1995 году. Позднее её образ стал основным в спин-офф сериале «Приключения Сары Джейн». Слейден появилась ещё раз в роли Сары Джейн в последних двух эпизодах четвёртого сезона нового «Доктора Кто», а также ненадолго в специальной рождественской серии 2009 года «Конец времени».
Список спутников Десятого Доктора довольно большой, и многие из них появились вновь в серии «Конец путешествия» и/или специальной рождественской серии «Конец времени».
Карен Гиллан играла спутницу Одиннадцатого Доктора Эми Понд вместе с Артуром Дарвиллом, который играл возлюбленного, а впоследствии мужа Эми, Рори Уильямса в 5—7 сезонах нового сериала. В серии «Комплекс Бога» Доктор оставляет их в своём времени с подаренными домом и автомобилем. Однако, в рождественском эпизоде Доктор возвращается к ним. Окончательно Доктор покидает Эми и Рори в серии «Ангелы захватывают Манхэттен».
Дженна Коулман исполнила роль Клары Освальд, путешествующей с Одиннадцатым Доктором в 7 сезоне и с Двенадцатым Доктором на протяжении 8 и 9 сезонов. В 10 сезоне компанию Доктору составили пришелец Нардол, которого сыграл Мэтт Лукас, и Билл Поттс в исполнении Пёрл Маки.
Хоть и не всегда считаемый компаньоном, Бригадир Летбридж-Стюарт был регулярным персонажем классического сериала, появившись впервые со Вторым Доктором и в последний раз с Седьмым Доктором. Актёр Николас Кортни, игравший Бригадира, до этого также снимался в серии «План Повелителя Далеков», состоявшей из 12 частей. Он появлялся на экране со всеми инкарнациями Доктора в классическом сериале, кроме Шестого Доктора Колина Бейкера, однако и с ним появился одновременно на экране в благотворительной специальной серии «Измерения во времени», а также в аудиопьесах производства Big Finish Productions. Летбридж-Стюарт (сыгранный всё тем же Куртни) появился в серии из двух частей «Враг Бэйнов» в спин-оффе «Приключения Сары Джейн» в 2008 году, спустя более чем 40 лет после первого появления его персонажа, что сделало его самым продолжительным героем сериала помимо самого Доктора. Он и UNIT регулярно появлялись во времена Третьего Доктора, а UNIT появлялся или упоминался и в возрождённом сериале и его спин-оффах. В серии возрождённого сериала «Свадьба Ривер Сонг» упоминается, что Бригадир умер во сне, но позже он воскресает в виде киберчеловека.
Подобным же образом Ривер Сонг (Алекс Кингстон) стала регулярным персонажем возрождённого сериала. Она — неоднозначный персонаж со знанием будущего Доктора. В серии «Хороший человек идёт на войну» становится известно, что она — дочь Эми и Рори, бывших тогда спутниками Доктора. Она впервые появилась в серии «Тишина в библиотеке» вместе с Десятым Доктором, а с эпизода «Время ангелов» стала играть более значительную роль.

### Инопланетяне и другие существа

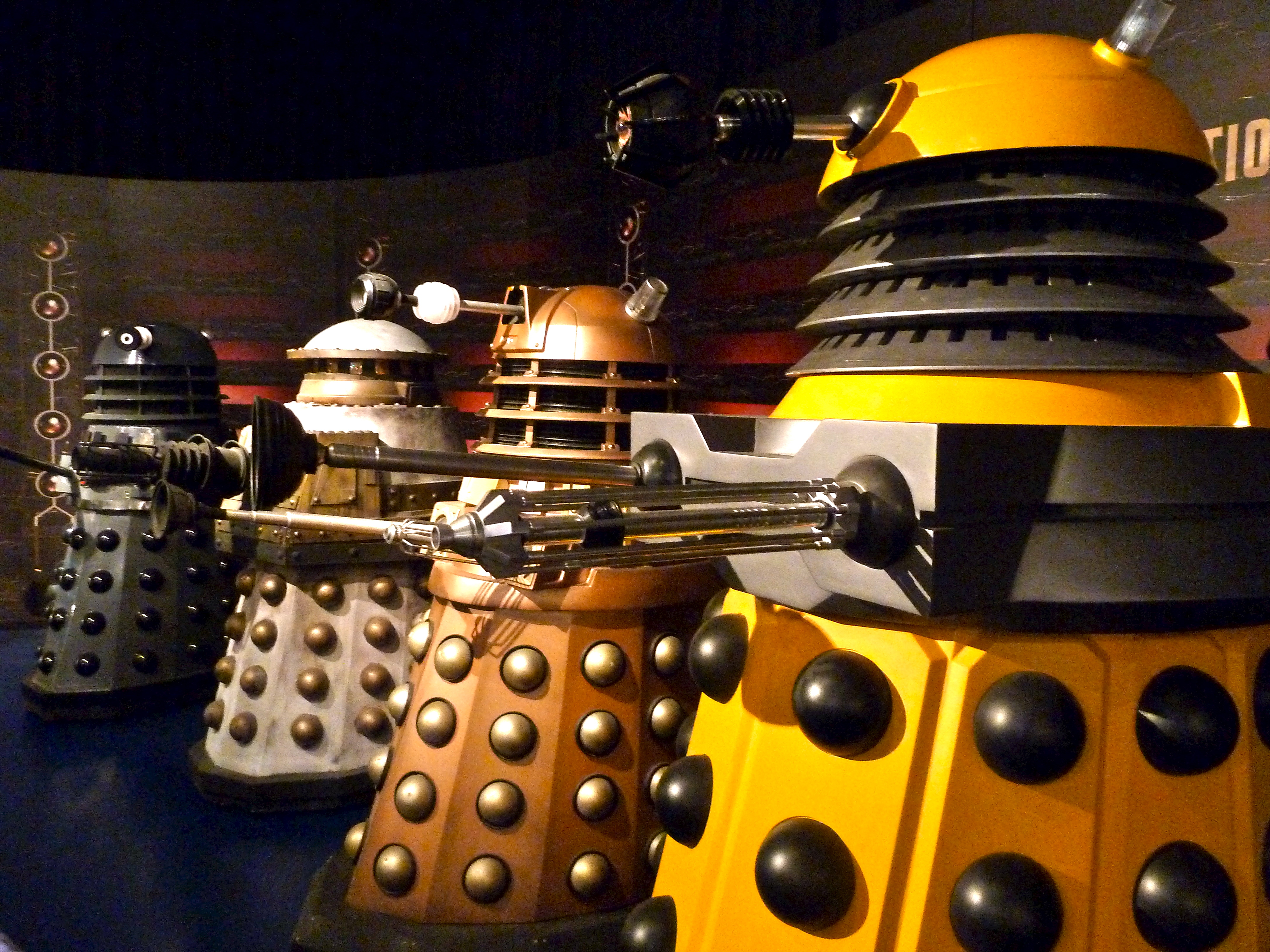
Различные дизайны далеков.

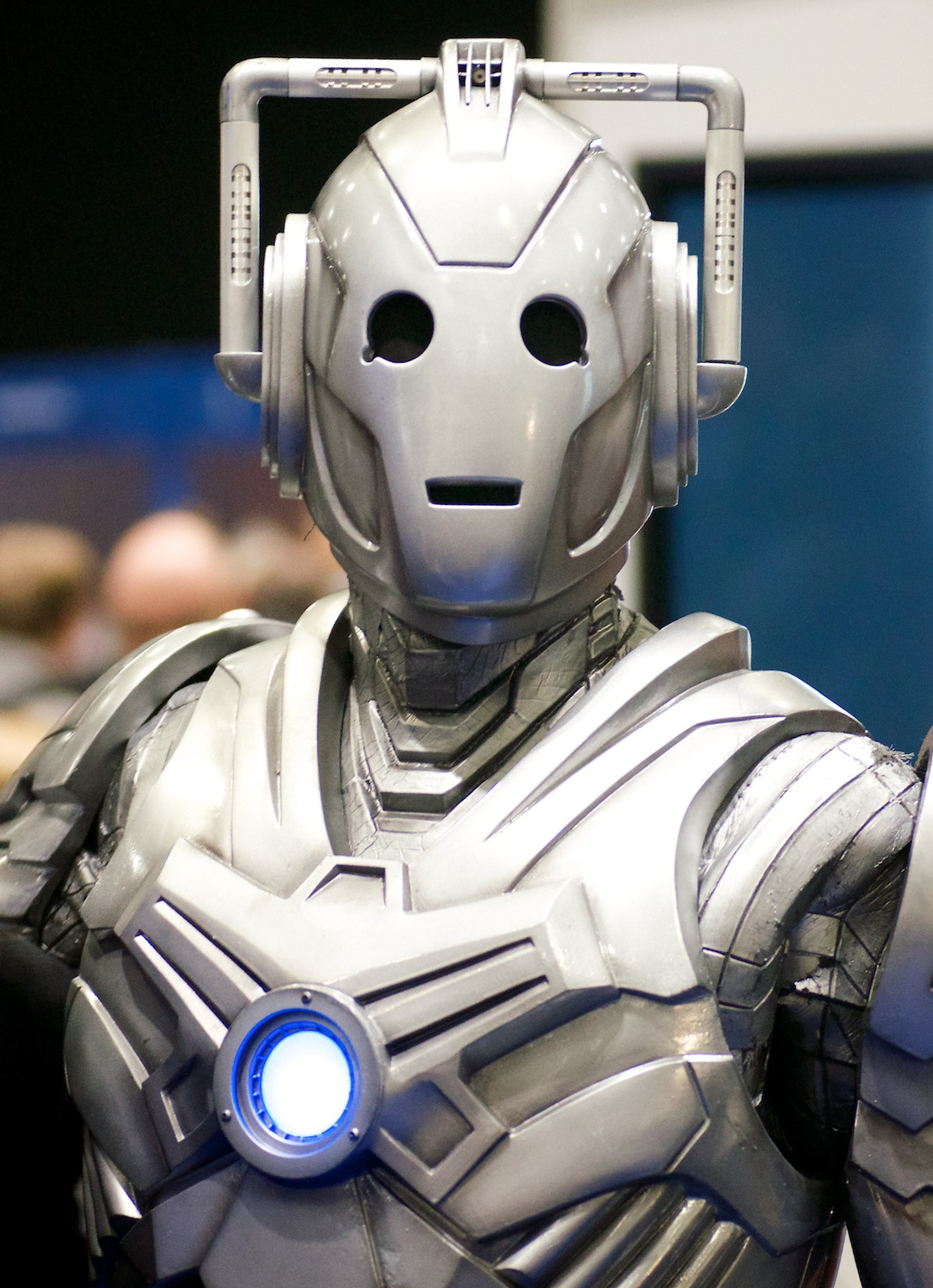
Дизайн киберлюдей 2013 года.

Когда Сидни Ньюман создавал сериал, он специально не хотел повторять клише «пучеглазого монстра» научной фантастики (BEM — Bug-eyed Monster). Тем не менее монстры были популярны среди зрителей и стали неотъемлемой частью «Доктора Кто» почти с самого начала.
После возрождения сериала в 2005 году продюсер Расселл Ти Дейвис объявил о намерении постепенно вернуть классические образы «Доктора Кто»: автоны и далеки появились в первом сезоне, киберлюди во втором сезоне, Мастер в третьем сезоне, сонтаранцы и Даврос в четвёртом сезоне и Повелители Времени (Рассилон) в спецэпизодах 2009—2010 годов. Его преемник, Стивен Моффат, продолжил этот тренд, вернув силурианцев в пятом сезоне, а в седьмом сезоне одним из главных злодеев стал Великий Разум, который появился ещё в эру Второго Доктора. С момента возрождения сериала появились и новые инопланетные расы: раксакорикофаллапаториане, уды, джудуны, плачущие ангелы, шептуны, а также религиозное объединение Тишина.
Некоторые противники стали культовыми, такие как далеки и киберлюди, а также другой повелитель времени — Мастер. Доктор также встречает другие свои воплощения.

## Серии
Изначально Доктор Кто транслировался в течение 26 сезонов на телеканале BBC One с 23 ноября 1963 года по 6 декабря 1989 года. В этот период каждый еженедельный эпизод являлся частью единой истории (серии), которая состояла из 4—6 эпизодов в первые годы и 3—4 в последующие. Среди исключений можно отметить «Генеральный план далеков», который шёл в течение 12 эпизодов (плюс ранее показанная предыстория «Миссия в неизвестное», в которой не участвовал никто из обычного состава актёров), 7 сезон, почти весь состоявший из серий по 7 эпизодов, 10-эпизодная серия «Военные игры», 8-эпизодная серия «Вторжение» и «Суд над Повелителем Времени», который шёл на протяжении 14 эпизодов (хотя и был поделён на три производственных кода и четыре сюжетных сегмента) в течение 23 сезона. Иногда серии были связаны сюжетной линией, как, например, сюжетная арка 8 сезона, посвящённая борьбе Доктора с Мастером, и сюжетные арки в 16, 18 и 20 сезонах.
Программа предполагалась как учебная и семейная, которую будут смотреть ранним субботним вечером. Изначально в сериале чередовались истории из прошлого, которые рассказывали молодой аудитории об истории, с историями в будущем или космосе, рассказывающие о науке. Это также было отражено в первых спутниках Доктора, один из которых был учителем наук, а другая — учителем истории.
Однако постепенно научно-фантастические истории стали преобладать над «историческими», которые были непопулярны среди создателей программы и совсем исчезли после серии «Горцы» (1967). Хотя сюжеты продолжали использовать историческое окружение, всё же это был лишь антураж для научно-фантастических историй, за исключением серии «Чёрная орхидея», действие которой происходит в Англии 1920-х годов.
Ранние истории имели «серийный» характер, где история перетекала в другую, а каждый эпизод имел отдельное название, хотя каждая история была независимой и имела отдельный код. После серии «Меткие стрелки» (1966) отдельные названия стали давать целой истории, в то время как составляющие эпизоды имели просто номер в рамках этой истории. По поводу названий ранних историй часто ведутся споры среди фанатов сериала.
Среди сценаристов сериала можно отметить Роберта Холмса (как самого продуктивного), Дугласа Адамса (как наиболее известного за пределами «Доктора Кто» благодаря популярности его «Автостопом по галактике»), а также Стивена Моффата (как наиболее известного из современных сценаристов благодаря его «Шерлоку», а также как самого долгоиграющего).
Формат сериала был изменён при возвращении сериала в 2005 году. Сезоны возрождённого сериала состоят из 6—13 эпизодов по, как правило, 45—50 минут, а также более длинного эпизода, транслируемого в Рождество или Новый год. Каждый сезон включает в себя несколько отдельных историй, состоящих из нескольких эпизодов. Все истории обычно связаны сюжетной аркой, которая разрешается в конце сезона. Как и в раннюю эпоху «классического» сериала, каждый эпизод, независимо, отдельная ли это история или часть большой истории, имеет своё название.
По состоянию на 31 мая 2025 года сериал насчитывает 41 сезон и 892 эпизода, объединяемых в 319 самостоятельных историй, в их числе:
- 679 регулярных эпизодов от 18 до 29 минут (классическая эра с 1963 по 1989 год, кроме 1985 года);
- 15 эпизодов от 44 до 46 минут (история «Воскрешение далеков» в 21-м сезоне 1984 года и 22-й сезон 1985 года);
- 1 телевизионный фильм (1996);
- 168 регулярных эпизодов от 41 до 76 минут (возрождённая эра с 2005 года);
- 19 специальных рождественских и новогодних эпизодов длительностью от 55 до 75 минут;
- 9 других специальных эпизодов длительностью от 48 до 90 минут (1983, 2009, 2013, 2022, 2023);
- а также различные мини-эпизоды для релиза на DVD/Blu-ray, онлайн или в кинотеатрах.

Возрождённый сериал снимался в широком формате PAL 576i DigiBeta. Начиная со специальной серии в 2009 году «Планета мёртвых» сериал снимается в формате 1080i для HDTV и транслируется одновременно по BBC One и BBC HD.

### Утраченные эпизоды

Реконструкция одного из эпизодов серии «План повелителя далеков», внизу субтитрами указываются события, неочевидные из аудиодорожки и показываемых фотографий.

C 1964 по 1973 год огромное количество материалов, хранившихся в различных видеоплёночных и киноплёночных библиотеках Би-би-си, было уничтожено, стёрто или пострадало от плохих условий хранения, которое привело к сильным повреждениям и ухудшению качества, что сделало их непригодными для показа. Среди них были и многие старые эпизоды «Доктора Кто», в основном истории с первыми двумя воплощениями Доктора: Уильямом Хартнеллом и Патриком Траутоном. После всех восстановлений и находок в архивах содержится полное собрание серий, начиная с цветной эпохи сериала (со времён Джона Пертви в роли Доктора). Несколько эпизодов с участием Пертви потребовали глубокой реставрации, а некоторые были восстановлены только в чёрно-белом варианте, а некоторые сохранились в цвете только в формате NTSC, благодаря восстановленным копиям из Северной Америки (некоторые из которых — это домашние кассетные записи на Betamax низкого качества). В общей сложности 97 из 253 эпизодов, снятых в первые шесть лет (в основном третий, четвёртый и пятый сезоны, из которых пропало 79 эпизодов) отсутствуют в архивах Би-би-си. Сообщалось, что в 1972 году все созданные к тому моменту серии находились у Би-би-си, в то время как практика стирания и уничтожения «лишних» копий закончилась к 1978 году.
Ни один из эпизодов 1960-х годов не сохранился на оригинальной видеоплёнке (все уцелевшие копии записаны на киноплёнку), однако некоторые были перенесены на киноплёнку для редактирования ещё до телетрансляции, так что являются по сути оригинально транслировавшимися.
Некоторые эпизоды были возвращены в BBC из архивов других стран, которые покупали копии сериала для показа, или частными лицами, которые приобрели их различными способами. Также в архив попали и ранние цветные видеоплёночные записи, сделанные поклонниками во время показа сериала, равно как и отрывки, заснятые с телевизионного экрана на камеру и клипы, показанные как часть других программ. Аудиоверсии всех потерянных эпизодов существуют благодаря записям обычных зрителей.
Кроме вышеперечисленного, также существуют закадровые фотографии, сделанные фотографом Джоном Кура, которого нанимали различные сотрудники съёмочных групп, чтобы задокументировать свои программы в 1950-х и 1960-х годах, включая и «Доктора Кто». Эти фотографии активно использовались для реконструкции пропавших серий. Эти любительские реконструкции были разрешены Би-би-си, они продаются без цели получения прибыли и распространяются в виде низкокачественных VHS-копий.
Один из самых разыскиваемых потерянных эпизодов — это четвёртая часть последней истории Уильяма Хартнелла, «Десятая планета» (1966), которая заканчивается регенерацией Первого Доктора во Второго. Всё, что уцелело от этого эпизода, не считая нескольких 8-мм клипов плохого качества и без звука, — это несколько секунд сцены регенерации, поскольку она была показана в детской программе «Blue Peter». С одобрения Би-би-си сейчас прикладываются усилия, чтобы восстановить максимальное количество эпизодов из сохранившегося материала. Начиная с ранних 1990-х годов Би-би-си стало выпускать аудиозаписи из пропавших эпизодов на кассетах и компакт-дисках со связующим рассказом бывших актёров сериала.
«Официальные» реконструкции также выпускались BBC в формате VHS, на MP3 CD-ROMах и в качестве специальных дополнений на DVD. Би-би-си в сотрудничестве со студией анимации Cosgrove Hall Films реконструировали пропавшие эпизоды 1 и 4 из серии «Вторжение» (1968), используя обновлённые аудиозаписи и полные сценические записи первоначальной съёмки для релиза сериала на DVD в ноябре 2006 года. Cosgrove Hall изъявило интерес, чтобы анимировать и другие потерянные эпизоды. В июне 2011 года было объявлено, что пропавшие эпизоды серии «Господство террора» будут анимированы анимационной компанией Theta-Sigma в сотрудничестве с Big Finish Productions.
В апреле 2006 года «Blue Peter» запустили соревнование по поиску пропавших эпизодов, пообещав полноразмерную модель далека в качестве награды.
11 декабря 2011 года было объявлено, что найдены два утерянных эпизода: «Воздушный шлюз» (эпизод 3 из серии «Галактика 4» 3 сезона) и эпизод 2 из серии «Подводная угроза» (4 сезон).
10 октября 2013 года Би-би-си объявила о том, что одиннадцать эпизодов, включая девять эпизодов, считавшихся ранее пропавшими, были найдены в телевизионной ретрансляционной станции в Джосе (Нигерия). Были обнаружены 1, 2, 4, 5 и 6 эпизоды серии «Враг мира», так что теперь все эпизоды серии перестали быть утерянными, и 2, 4, 5 и 6 эпизоды серии «Паутина страха». Третий эпизод этой серии до сих пор считается утраченным. На той же станции был обнаружен считавшийся утерянным выпуск передачи «Небо ночью» с участием известного писателя фантаста Артура Кларка.

## Музыка

### Музыкальная тема
Композиция оригинальной темы была написана Роном Грейнером и создана Делией Дербишир в BBC Radiophonic Workshop при содействии Дика Миллса. Аранжировка Дербишир с небольшими изменениями служила главной темой до конца 17-го сезона (1979—1980).
Новая аранжировка главной музыкальной темы была записана Питером Хауэллом для 18-го сезона (1980), в 23-м сезоне (1986) её сменила другая, написанная Домиником Глинном. Кефф Маккаллох переделал композицию, которая в итоге использовалась с 24 сезона (1987) до закрытия классического сериала в 1989 году. Для телефильма 1996 года новую аранжировку написал американский композитор Джон Дебни, которая впервые исполнена полностью оркестром.
Для возобновлённого сериала Мюррей Голд создал новую версию, в которой были семплы из оригинальной темы 1963 года с новыми элементами. Эта и последующие аранжировки возрождённого сериала записаны Уэльским национальным оркестром Би-Би-Си. В серии «Рождественское вторжение» (2005) Голд внёс небольшие изменения. Его следующая аранжировка впервые была использована в серии «Путешествие проклятых» (2007). Затем он создал новую версию для 5-го сезона в 2010 году, которая получила отрицательные отзывы у некоторых зрителей. В 2011 году главная тема заняла 228 место в чарте радиостанции Classic FM’s Hall Of Fame. В рождественском спецвыпуске 2012 года «Снеговики» была представлена новая музыкальная тема. Специальная версия темы использовалась в спецвыпуске к 50-летию сериала «День Доктора» (2013). Для 8-го сезона (2014) Голдом была написана новая версия музыкальной темы. В 11-м сезоне (2018) новый композитор сериала Сегун Акинола представил очередную версию, основанную на оригинальной аранжировке 1963 года. Начиная со спецвыпусков 2023 года используется новая аранжировка, написанная вернувшимся в сериал композитором Мюрреем Голдом.
Ремиксы темы «Доктора Кто» выпускались многими исполнителями. В начале 1970-х Джон Пертви, который исполнял роль Третьего Доктора, записал версию темы со стихами под названием «Who Is the Doctor». В 1978 году была выпущена версия в стиле диско от группы Mankind в Великобритании, Дании и Австралии, которая достигла 24 места в UK charts. В 1988 году группа The Justified Ancients of Mu Mu (позже известная как The KLF) выпустила сингл «Doctorin' the Tardis» под псевдонимом The Timelords, который достиг 1 места в Великобритании и 2 места — в Австралии. Также версии темы создали Orbital, Pink Floyd, австралийский струнный ансамбль Fourplay, новозеландская панк-группа Blam Blam Blam, The Pogues, Thin Lizzy, Dub Syndicate и комики Билл Бейли и Митч Бенн в телепередаче The Chaser’s War on Everything. Тема также появлялась на различных сборниках и доступна в виде рингтона. Фанаты также выпускали собственные ремиксы на тему. В январе 2011 группа Mankind выпустила версию в альбоме Gallifrey And Beyond.

### Музыка в сериях
Большая часть инновационной музыки к «Доктору Кто» была написана независимыми композиторами, также в ранние годы использовалась музыка из фонотеки, наряду с отрывками из оригинальных записей или кавер-версий популярных исполнителей, таких как The Beatles и The Beach Boys.
Музыка к первой серии, «Неземное дитя», была написана Норманом Кеем. Саундтреки ко множествам серий эры Уильяма Хартнелла были написаны пионером электронной музыки Тристрамом Кэри, который был указан в титрах к сериям Далеки, Марко Поло, Генеральный план далеков, Меткие стрелки и Мутанты. Также музыку создавали Ричард Родни Беннетт, Кэри Блайтон и Джеффри Бёргон.
Наибольшее количество композиций было написано в первые 15 лет Дадли Симпсоном, который создал музыку к сериалу «Семёрка Блейка». Впервые Симпсон написал музыку для серии «Планета гигантов» (1964), включая большинство историй с Третьим и Четвёртым Доктором, заканчивая серией «Рога Нимона» (1979). Композитор снялся в серии «Когти Венг-Чанга» (в роли дирижёра).
Начиная с серии «Свободный рой» (1980), созданием музыки занималась BBC Radiophonic Workshop. Падди Кингсленд и Питер Хауэлл написали большинство композиций, также этим занимались Роджер Лимб, Малкольм Кларк и Джонатан Гиббс.
BBC Radiophonic Workshop перестала использоваться с 1986 года, с сезона «Суд над Повелителем времени», и до 1989 года главным композитором сериала стал Кефф Маккаллох, также написанием музыки занимались Доминик Глинн и Марк Эйрс.
Музыка к возрождённому сериалу написана Мюрреем Голдом и Беном Фостером и исполнена Уэльским национальным оркестром BBC, начиная с серии «Рождественское вторжение» (2005). Концерт с участием оркестра, исполнявшим музыку из первого и второго сезона, состоялся 19 ноября 2006 года с целью собрать деньги на благотворительную программу Children in Need. Дэвид Теннант был ведущим, Мюррей Голд и Расселл Ти Дейвис отвечали на вопросы во время перерывов, также участвовали далеки и киберлюди. Променадный концерт «Доктора Кто» состоялся 27 июля 2008 в Альберт-холле. Филармонический оркестр Би-би-си и Лондонский филармонический хор исполнили композиции Голда к сериалу, дирижёром был Бен Фостер. Ведущей была Фрима Аджимен, участвовали актёры сериала и различные монстры. Также был показан спецвыпуск «Музыка сфер».
С 2005 года выпущено одиннадцать саундтреков. В первом была музыка из первого и второго сезона, второй и третий содержали музыку из третьего и четвёртого сезона соответственно. Четвёртый выпущен 4 октября 2010 года на двух дисках и содержал музыку из спецвыпусков 2008—2010 годов. Саундтрек к пятому сезону выпущен 8 ноября 2010 года. В феврале 2011 года выпущен саундтрек к спецвыпуску «Рождественская песнь», а в декабре 2011 года саундтрек к шестому сезону, оба на лейбле Silva Screen Records. В сентябре 2013 года состоялся релиз саундтрека к седьмому сезону, а месяц спустя — к спецвыпускам «Снеговики» и «Доктор, Вдова и платяной шкаф». 24 ноября 2014 года вышел диск, содержащий музыку из спецвыпусков «День Доктора» и «Время Доктора». 18 мая 2015 года состоялся выход саундтрека к восьмому сезону.

## Показ и популярность

Карта стран и территорий, где показывали или показывают сериал в классической или современной версии.

«Доктор Кто» впервые появился на телеканале «Би-би-си» в 17:16:20 по Гринвичу 23 ноября 1963 года, спустя день после убийства президента США Джона Кеннеди. В связи с этим событием первый эпизод был снова показан на следующей неделе вместе со вторым. «Доктор Кто» обрёл популярность с самого возникновения. Уже в 1969 году над сериалом смеялись Монти Пайтон.
В России первый сезон возрождённого сериала транслировался на телеканале СТС с 27 марта по 10 апреля 2006 года. С 30 июня по 22 августа 2008 года на этом же канале транслировались первые три сезона возрождённого сериала. В транслируемом на СТС переводе Доктора озвучивал Александр Котов.
Позже права на показ пяти сезонов возрождённого «Доктора Кто» приобрёл телеканал «Sci-Fi Channel» (позже переименованный в «Syfy Universal»), потом и «Universal Channel». После прекращения вещания Syfy Universal в России (в феврале 2013), который показал 1—5 сезоны, телеканал Universal Channel продолжил показ сериала «Доктор Кто» до 11 февраля 2013 года.
В 2012 году ВГТРК приобрёл права на показ и озвучивание на русский язык возрождённого сериала «Доктор Кто» (с 5 сезона), и осенью 2012 года на телеканале «Карусель» были показаны пятый и шестой сезоны. Осенью 2013 года начался показ 7 сезона. В январе 2015 года начался показ 8 сезона. Докторов озвучили Даниил Эльдаров и Александр Быков, остальных персонажей — Ольга Шорохова, Людмила Ильина и Дарья Фролова.
С 11 ноября 2013 года начался показ 2—4 сезонов возрождённого сериала на телеканале «Disney».
23 ноября 2013 года на телеканалах «Карусель» и НСТ был показан спецвыпуск, посвящённый 50-летию сериала, — «День Доктора». Спецвыпуск был озвучен на русский язык по заказу ВГТРК. Также эпизод показывали в 3D в кинотеатрах определённых стран мира, в том числе и в 76 городах России. Организатором показа юбилейной серии в кинотеатрах стало арт-объединение «CoolConnections».
В начале 2014 года сериал был приобретён для показа телевидением Северной Кореи.
| Телеканал                       | Дата первой трансляции | Дата последней трансляции | Сезоны |
| ------------------------------- | ---------------------- | ------------------------- | ------ |
| СТС                             | 27 марта 2006          | 10 апреля 2006            | 1      |
| СТС                             | 30 июня 2008           | 22 августа 2008           | 1—3    |
| Sci Fi Channel / Syfy Universal | 2008                   | 4 декабря 2012            | 1—5    |
| Настоящее страшное телевидение  | 2010                   | 2015                      | 1—7    |
| Universal Channel               | 10 декабря 2012        | 11 февраля 2013           | 3—5    |
| Карусель                        | 25 августа 2012        | 22 января 2017            | 5—8    |
| Disney                          | 11 ноября 2013         | 2015                      | 2—4    |
| Sony Sci-Fi                     | 14 августа 2017        | 13 января 2019            | 5—11   |
| Sony Sci-Fi                     | 14 августа 2017        | 4 сентября 2020           | 1—12   |
| Sony Sci-Fi                     | 11 мая 2020            | 4 сентября 2020           | 1—12   |

## Премии
Впервые премию получили в 1975 году сценаристы Малькольм Хьюлк, Терри Нейшн, Брайан Хайлес и Роберт Сломан за сценарий к 11 сезону, она называлась премией «Гильдии сценаристов Великобритании за лучший сценарий детского сериала». В 1996 году телевидение BBC праздновало 60-летие вещания, где «Доктор Кто» получил звание «Самой популярной драмы», в рейтинге также участвовали «Жители Ист-Энда» и «Катастрофа». В 2000 году «Доктор Кто» занял 3 место в списке «100 величайших телепрограмм британского телевидения» XX века, составленном британским институтом кино. В 2005 году телесериал стал первым в списке «Величайших британский телесериалов жанров научной фантастики и фэнтези всех времён», составленном журналом SFX. Также сериал занял 9 место в списке «100 величайших детских телепередач» телеканала Channel 4 в 2001 году.
Возрождённый сериал получил большее количество премий, чем классический сериал, признание критиков и публики. Он получил 5 наград BAFTA TV Award, включая премию за лучший телесериал (2006), известную и самую престижную британскую награду для телесериалов, на которую «Доктор Кто» когда-либо номинировался. Телесериал очень популярен на премии BAFTA Cymru, на которой побеждал 25 раз, включая категории Best Drama Series (2), Best Screenplay/Screenwriter (3) и Best Actor. Он 7 раз номинировался на премию «Сатурн», победив 1 раз (премия за «Лучший интернациональный сериал»). В 2009 году Доктор Кто стал 3-м величайшим шоу 2000-х годов канала Channel 4, уступив Top Gear и Ученик. Серия «Винсент и Доктор» была в списке на получение премии 2010 Mind Mental Health Media Awards за «трогательное» представление Винсента ван Гога.
Начиная с 2006 года, серии получали премию «Хьюго за лучшую постановку». Премию получили следующие серии: «Пустой ребёнок»/«Доктор танцует» (2006), «Девушка в камине» (2007), «Не моргай» (2008), «Воды Марса» (2010), «Пандорика открывается»/«Большой взрыв» (2011) и «Жена Доктора». Мэтт Смит получил премию лучшему актёру, а Карен Гиллан — премию лучшей актрисе National Television Awards в 2012 году. Дэвид Теннант получал премии лучшему актёру National Television Awards 2 года подряд. «Доктор Кто» номинировался на получение премий 103 раза и выиграл 85 из них.
В большинстве случаев сериал номинировался на британские премии, например BAFTA, но также на американские, например премия «Выбор народа» (категория «Favorite Sci-Fi Show» в 2008 году) и премия Scream Awards «Лучшему научно-фантастическому актёру», которую получил Мэтт Смит в 2011 году.
В честь 50-летнего юбилея сериала Королевская почта Великобритании выпустила в 2013 году серию марок, посвящённых «Доктору Кто».

## Спин-оффы
Первая попытка производства телевизионного спин-оффа сериала была предпринята в 1981 году, когда 28 декабря на BBC One вышла 50-минутная пилотная серия предполагавшегося телесериала «K-9 и компания». В нём рассказывалось о двух бывших спутниках Четвёртого Доктора: Саре Джейн Смит в исполнении Элизабет Слейден и металлической собаке K-9. Серия называлась «Лучший друг девушки» и собрала 8,4 млн зрителей, но, несмотря на это, она не получила продолжения.
После возвращения телесериала в 2005 году параллельно с ним на телеканале BBC Three выходил документальный телесериал о его съёмках под названием «Доктор Кто: Конфиденциально». Сокращённые до 10—15 минут версии серий были созданы для повторной трансляции и DVD-релизов сезонов «Доктора Кто». В 2011 сериал «Конфиденциально» был закрыт. После успеха 1-го сезона возрождённого сериала Би-би-си запустила первый телесериал-спин-офф «Торчвуд» для взрослой аудитории о кардиффском отделении вымышленного «Института Торчвуд», занимающегося изучением пришельцев и сверхъестественных явлений. Главным персонажем стал Капитан Джек Харкнесс, спутник Девятого Доктора, сыгранный Джоном Барроумэном. Сериал получил четыре сезона и выходил с 2006 по 2011 год. После возвращения Элизабет Слейден в роли Сары Джейн Смит во 2-м сезоне «Доктора Кто» в 2006 году был создан телесериал «Приключения Сары Джейн» для детской и подростковой аудитории на телеканале CBBC. Пять сезонов сериала вышло с 2007 по 2011 год. Слейден умерла в 2011 году во время съёмок 5-го сезона, и сериал был закрыт. В 2009—2010 годах на телеканалах Network 10 и Disney XD вышел один сезон австралийского телесериала «К-9» для детей и подростков с участием робота-собаки K-9, персонажа из «Доктора Кто».
В 2015 году Би-би-си объявила о новом спин-оффе «Класс», действие которого происходит в школе Коал-Хилл, появившейся в самом первом эпизоде «Доктора Кто» в 1963 году и вернувшейся в 2013—2015 годах. Единственный сезон вышел в 2016 году на BBC Three и не получил продолжения.
В 2023 году на телеканал BBC Three снова начал выходить документальный сериал о производстве «Доктора Кто», который получил название «Доктор Кто: Раскрыто» (англ. Doctor Who: Unleashed). В 2025 году планируется премьера мини-сериала «Война между сушей и морем» о противостоянии военной организации ЮНИТ и расы морских дьяволов. Сценаристами стали Расселл Ти Дейвис и Пит Мактай, а режиссёром — Дилан Холмс Уильямс. 12 июня 2025 года Би-би-си объявила о поиске компании для производства анимационного спин-оффа для дошкольной аудитории на телеканале CBeebies. Начало производства предполагается в 2026 году, а сериал планируется к выходу в 2027—2029 годах в двух частях по 26 серий длительностью по 11 минут.

### Официальные сайты
- doctorwho.tv (англ.) — официальный сайт сериала
- Официальный раздел на сайте Би-би-си
- Doctor Who (2005—2022) (англ.) на сервисе BBC Online
- Архивированные версии сайтов: 1963—1996, 2005—2007, 2008

### Другие сайты
- Doctor Who на Tardis Wiki, внешнем вики-сайте о сериале «Доктор Кто» (англ.)
- «Доктор Кто» на сайте IMDb: 1963—1989, фильм (1996), 2005—2022, с 2023 года
- Doctor Who: A Brief History Of Time (Travel) (англ.) — история продукции Доктора Кто
- THE ORIGIN OF DOCTOR WHO (англ.). teletronic.co.uk. — создание Доктора Кто. Дата обращения: 23 сентября 2013. Архивировано 21 января 2012 года.